# 五指山 (海南省)

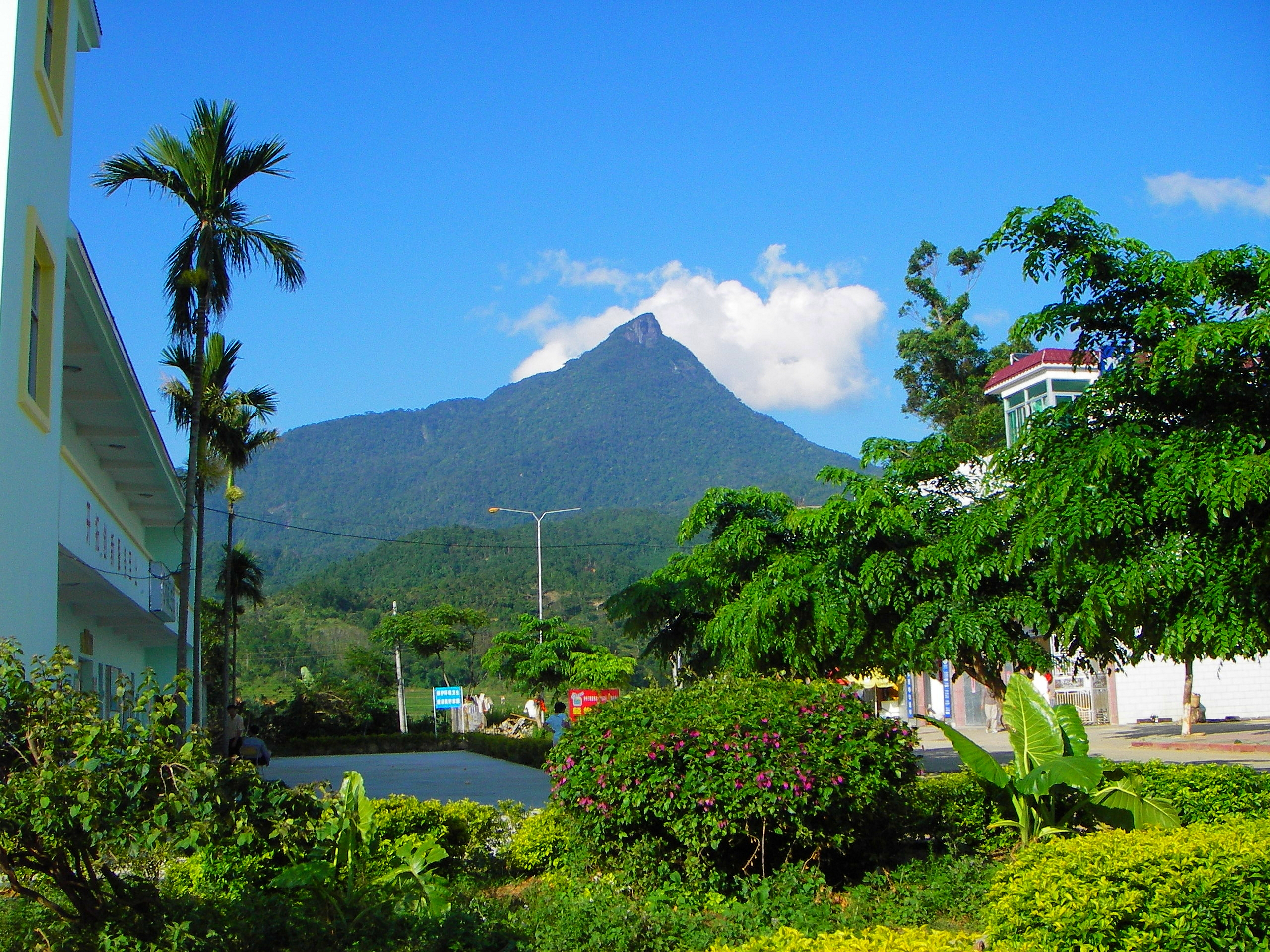
五指山を望む。

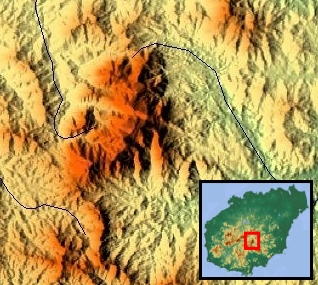
五指山の地形図

五指山（ごしさん）は中華人民共和国海南省で最も高い山脈で、海南島の中程に位置し、起伏のある峰と尾根が5本の指に似ていることから名付けられている。

## 概要
五指山連峰の最高峰は、二指山（標高1867メートル）で、第一峰と第二峰の間にあり、瓊中リー族ミャオ族自治県に位置し、海南島の最高峰である。
五指山連峰は北東から南西に連なり、長さは15キロメートルで、尾根の両側に盆地と丘が点在し、複層的な地形を示している。五指山から発生した河川は、放射状に海南島の四方に流れ、最終的に海に流れ込む。最も有名な川は万泉河で、西から東へ流れて、瓊海市ボアオで南シナ海に注ぐ。
五指山にはリー族と苗族が住む。多くの新婚夫婦が新婚旅行の一部をこの場所で過ごす習慣がある。
中国で有名な歌に「我愛五指山、我愛万泉河」（中国語：我爱五指山，我爱万泉河、1973年）がある。

## 参照項目
- 海南省の観光
- 五指山市